# Режняк, Ян
Ян Режняк (словац. Ján Režňák, 14 апреля 1919, Яблоница — 19 сентября 2007, Мартин) — самый успешный лётчик-ас Словацких воздушных сил воевавших на стороне Германии против СССР, одержал 32 воздушных победы.

## Биография
Режняк родился в загорской деревне Яблоница у Сеницы в семье столяра. После окончания школы занимался в аэроклубе на братиславском аэродроме Вайноры, позже продолжал в 3 истребительном полку имени Штефаника в Спишской Новой Веси.
После распада Чехословакии в марте 1939 года полк переходит к армии словацкого государства. Ян Режняк был переведён в Пьештяни в эскадрилью № 13. 3 июля 1941 года эскадрилья, вооружённая 11 устаревшими бипланами Авиа Б-534 переводится в Самбор, потом во Львов и Чортков. Здесь они проводят разведывательные полёты.
15 августа 1941 года эскадрилья после потерь переводится назад в Пьештяни. 25 февраля 1942 года Режняк, вместе с 17 остальными лётчиками, был переучен на Мессершмитт Bf.109. 27 октября 1942 года Режняк был переведён в Майкоп. 17 января 1943 года над деревней Смоленская он сбил свой первый самолёт — И-153. До 6 июля 1943 года Режняк воевал на Кубани, потом вернулся в Словакию, где эскадрилья № 13 должна была охранять Братиславу от налётов американской авиации.
В 1944 году Режняк отказался участвовать в антинацистском Словацком Народном Восстании, но одновременно отверг предложение немцев стать пилотом люфтваффе. В 1945 году был арестован,[кем?] но сразу же освобождён.
После войны остался в армии, но в 1948 году был уволен из армии, оставался авиаинструктором. В 1951 году был уволен и уже оставшуюся жизнь работал как конструктор в Поважской Бистрице и Пьештянах. Вышел на пенсию в 1979 году, до своей смерти проживал в Пьештянах. После 1989 года пытался добиться полной реабилитации, но безуспешно.
Награждён рядом медалей — немецких, словацких и хорватских.

## Награды
- Памятный знак похода против СССР I класса[2]
- Серебряная медаль Орден Креста Победы
- Серебряный Воинский крест заслуг[3]
- золотая медаль «За храбрость»
- серебряная медаль «За храбрость»
- бронзовая медаль «За храбрость»
- Военный орден Немецкого креста в золоте
- Железный крест I класса (29.04.1943)
- Железный крест II класса (23.01.1943)
- Почётный Кубок ВВС[4]
- Серебряная медаль Короны короля Звонимира[5]